# Der verworrene Stein
Der verworrene Stein (auch der verwohrene Stein oder Hoyerstein genannt) ist ein möglicher Menhir bei Hettstedt im Landkreis Mansfeld-Südharz in Sachsen-Anhalt.

## Lage und Beschreibung
Der Stein steht östlich von Hettstedt mitten im Feld, 500 m vom nächsten Feldweg entfernt. Es handelt sich um leicht erhöhtes, nach Südosten abfallendes Gelände. Der Stein ruht in einer Erdaufhäufung, in der noch zwei kleinere Steine stecken. In der näheren Umgebung gibt es zwei weitere Menhire: 2,5 km ostsüdöstlich steht der Feldpredigerstein und 4,5 km südöstlich der Menhir von Gerbstedt.
Der Menhir besteht aus Quarz. Seine Höhe beträgt 120 cm, die Breite 300 cm und die Tiefe 40 cm. Er hat die Form einer unregelmäßigen Platte und ist nord-südlich orientiert. Auf der Oberseite ist ein tiefer Einschnitt zu erkennen. Die Ostseite weist mehrere eingetriebene Nägel auf. Ob es sich bei dem verworrenen Stein tatsächlich um einen Menhir handelt, ist unter Forschern umstritten. Waldtraut Schrickel ordnete ihn nicht als solchen ein, Olaf Kürbis und Ralf Schwarz hingegen schon.
Funde aus der Umgebung des Steins stammen aus der Bandkeramik, der Rössener Kultur, der Schnurkeramikkultur, der Eisenzeit und aus dem Mittelalter.

## Der Menhir in regionalen Sagen
Nach einer Sage sollen am Stein bei Gewitter bläuliche Flammen zu sehen sein.